# 캐서린 하이글
캐서린 마리 하이글(영어: Katherine Marie Heigl, 1978년 11월 24일 ~ )은 미국의 배우, 모델이다.

## 출연 작품

### 드라마
- 그레이 아나토미
- 로스웰

### 영화
- 다우트
- 넛잡 2
- 넛잡: 땅콩 도둑들
- 빅 웨딩
- 원 포 더 머니
- 뉴욕의 연인들
- 커플로 살아남기
- 킬러스 - 젠 콘펠트 역
- 어글리 트루스
- 27번의 결혼리허설
- 사고친 후에
- 사이드 이펙츠
- 더 링어
- 사탄의 인형 4
- 프린스 밸리언트
- 체인지
- 아빠는 나의 영웅
- 언더시즈2